# Basilique Santa Maria degli Angeli e dei Martiri
Pour les articles homonymes, voir Sainte-Marie-des-Anges.
La basilique Sainte-Marie-des-Anges-et-des-Martyrs (en italien : basilica Santa Maria degli Angeli e dei Martiri) est une basilique religieuse catholique de Rome, située place de la République, non loin de la gare de Roma Termini. La basilique est dédiée aux martyrs chrétiens, censés avoir construit les thermes de Dioclétien.
L'église actuelle occupe les anciennes salles du caldarium (façade, entrée), du tepidarium et surtout de l'immense frigidarium (ou salle basilicale) des thermes.
Elle conserve une ligne méridienne monumentale, ajoutée au XVIIIe siècle.
Le royaume d'Italie (1861-1946) avait fait de Sainte-Marie-des-Anges son église officielle. Encore aujourd'hui la république italienne utilise la basilique pour des cérémonies nationales,,.

## Historique

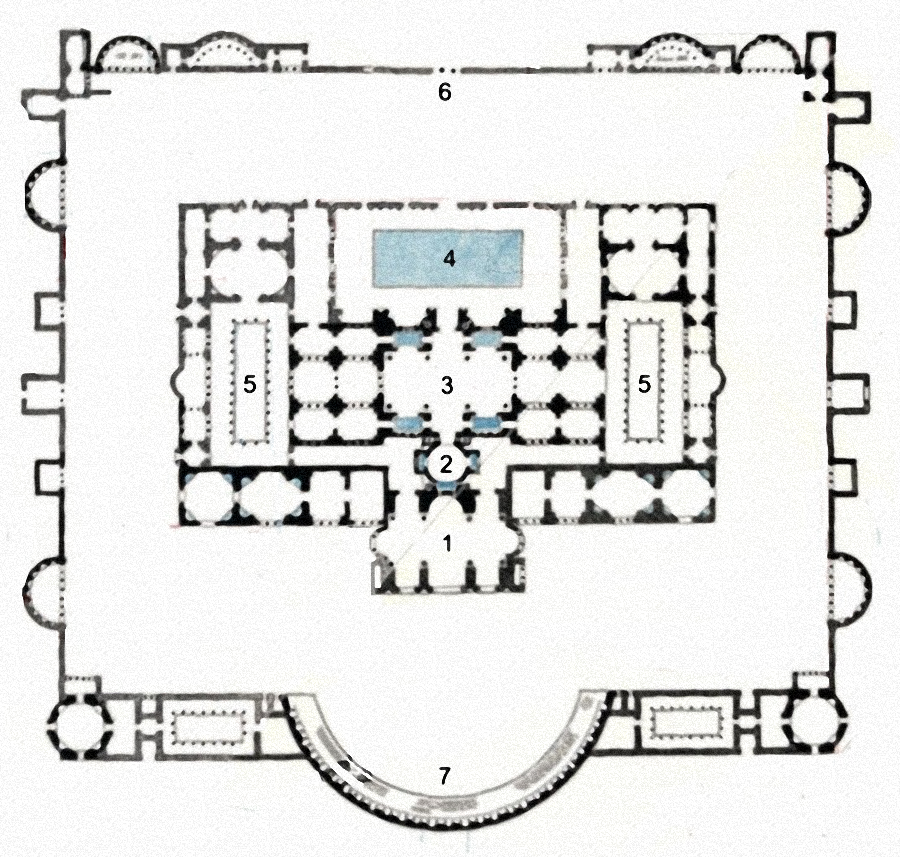
Plan des thermes : 1. Caldarium ; 2. Tepidarium ; 3. Frigidarium ; 4. Natatio ; 5. Palaestra ; 6. Entrée ; 7. Exèdre.
L'église actuelle occupe les parties (1), (2) et (3). Le chœur à abside a été construit sur l'emplacement dunatatio (4).

Le bâtiment est né de l'aménagement en 1562, par Michel-Ange, de la salle centrale (frigidarium) des thermes de Dioclétien, par ordre du pape Pie IV à la demande du prêtre sicilien Antonio del Duca, oncle du fidèle disciple de Michel-Ange, Giacomo Del Duca.
Antonio Del Duca a longtemps encouragé la construction, à la suite d'une vision qu'il eut à l' été 1541 d'une « neige légère plutôt que blanche » qui s'élevait des thermes de Dioclétien avec les sept martyrs au centre (Saturnin de Toulouse, Cyriaque de Rome, Largo, Smaragde de Ravenne, Sisinnio, Trasone et Marcel Ier) ; cela l'aurait convaincu qu'un temple dédié aux sept anges devait être construit ; il marque le nom des sept archanges sur les colonnes à l'intérieur du frigidarium. Il commence à imaginer une éventuelle construction d'une église dédiée aux sept anges et aux sept martyrs, mais le pape Paul III ne soutient pas son idée.
En 1543, Antonio del Duca fait réaliser un tableau de la Vierge aux sept anges, copie de la mosaïque de la basilique Saint-Marc. Le tableau est aujourd'hui placé au centre de l'abside de la basilique Santa Maria degli Angeli e dei Martiri. Cependant, pour voir, même brièvement, le rêve de la construction de cette basilique se réaliser, Antonio doit attendre longtemps car avec l'élection de Jules III les neveux du pape ont construit un enclos de chasse et un manège à l'intérieur des thermes.
Par une  bulle pontificale du 10 août 1550, Jules III promulgue le changement de statut des thermes déclarés église, mais le peuple et la noblesse continuent d'utiliser le bâtiment à des fins profanes. Elu pape en décembre 1599, Pie IV, dont les projets urbanistiques prévoient notamment la christianisation du complexe thermal, met un terme à cette situation. L'église doit être désormais confiée à un ordre monastique ; sans doute au regard des environs encore non bâtis qui s'apparentent plutôt à une contrée sauvage, Pie IV opte pour les chartreux. La zone s'urbanise rapidement et, peu avant sa mort Pie IV lui même confère encore un nouveau profil à sa création en l'élevant au rang d'église cardinalice. Elle prend le nom de Beatissimae Virgini et omnium Angelorum et Martyrum. Le titre passe aux mains du neveu du pontife, Giovanni Antonio Serbelloni.
Par une bulle du 27 juillet 1561, Pie IV déclare les thermes propriété pontificale et exclut tout forme de droit de regard pour la commune de Rome ; en revanche, les chartreux se voient tenus d'y construire non seulement un couvent, mais aussi, pour apaiser les Conservateurs, de veiller à l'entretien et à la préservation du monument antique. Le 5 août 1561, accompagné de vingt cardinaux, d'autres membres du clergé  et de représentants du sénat et du peuple de Rome, le pape pose la première pierre de l'autel ; une médaille et une plaque de marbre annoncent la purification de l'édifice païen et  sa dédicace à la Sainte Vierge.
En juillet 1564, Pie IV visite le chantier et incite les cardinaux qui l'accompagnent à patronner les chapelles latérales.

### Projet de Michel-Ange

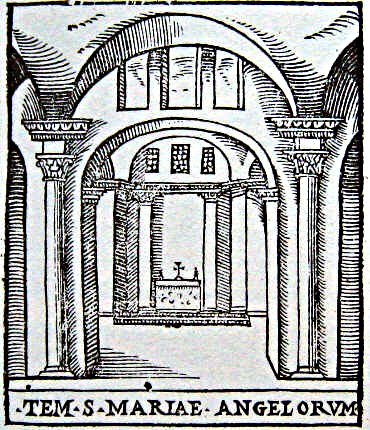
Gravure sur bois de Girolamo Francino (1588).

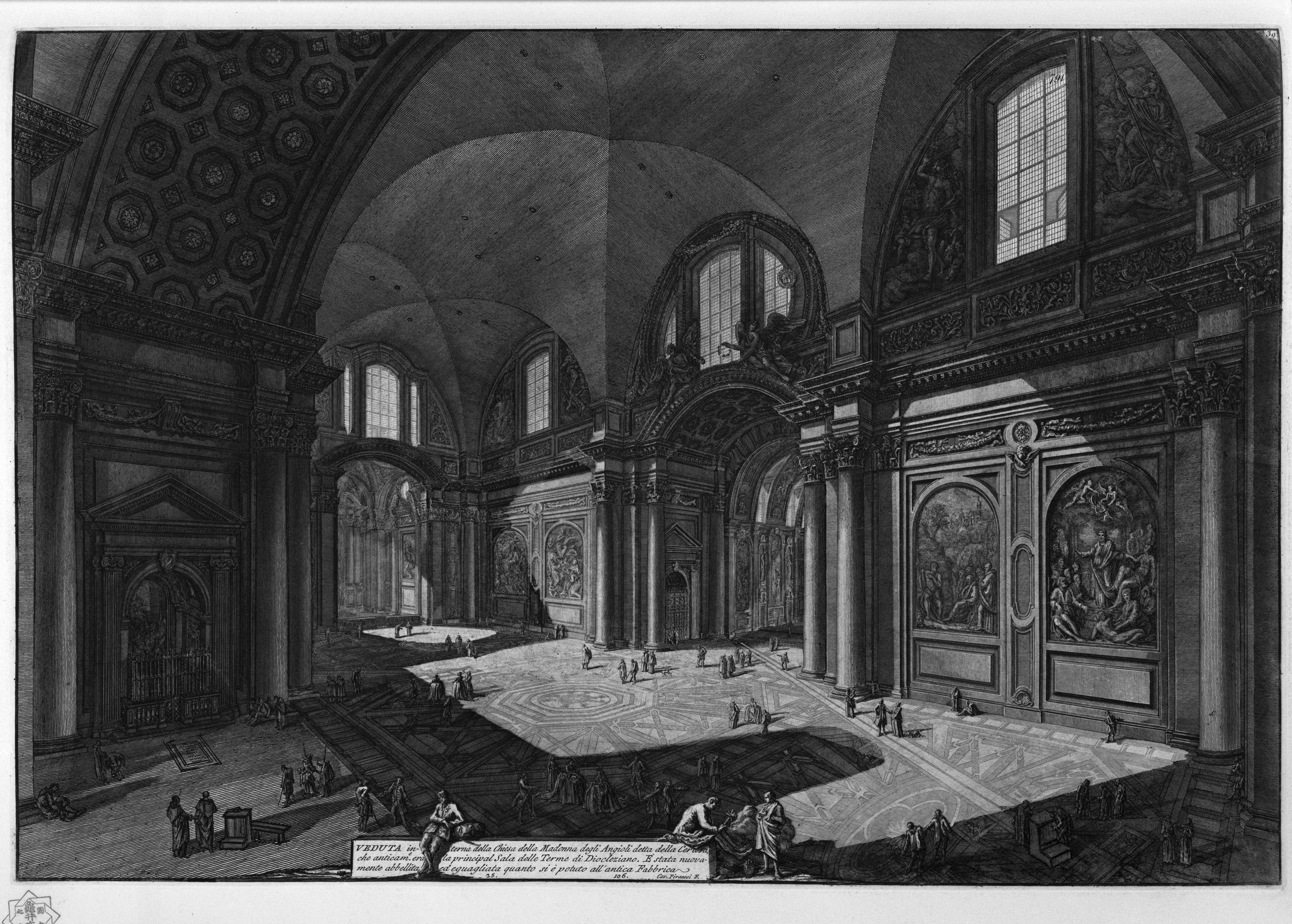
Intérieur de la basilique, gravure de Giovanni Battista Piranesi.

Pie IV confie le projet en 1561 à un Michel-Ange vieillissant qui travaille à l'époque à la basilique Saint-Pierre. D'après Giuseppe Catalani, le pape se serait adressé directement à l'artiste et lui aurait demandé un projet de transformation assorti d'un devis approximatif : les propositions de Michel-Ange furent peut-être formulées pendant la visite commune du site qui s'ensuivit. Elles correspondent à toutes les exigences fonctionnelles et économiques, mais témoignent aussi de cette compréhension de la structure du dispositif antique qui manquait à un Del Duca. Peut-être Michel-Ange eut-il aussi présent à l'esprit la description des thermes de Dioclétien par Leon Battista Alberti (De re aedificatoria VIII, 10), dans laquelle les espaces attenants à la salle centrale, côté sud-ouest, sont qualifiés de « vestibula ». Le recalage de l'entrée sur cet axe rend à la croisée carrée de la grande salle son rôle central dans le complexe général. De plus, la transformation se borne à la recréation, mieux, à la préservation de l'espace principal ; les espaces annexes sont réduits à quatre grandes chapelles latérales et un bras de transept. Le rapprochement avec le projet de Saint-Pierre de Michel-Ange s'impose.
Michel-Ange intervient dans le complexe thermal en restaurant la salle du tepidarium et en faisant preuve d'une attitude moderne et non destructrice envers les vestiges archéologiques. Il se borne à délimiter, avec quelques cloisons murales, trois travées contiguës, couvertes de voûtes croisées, auxquelles s'ajoutent deux chapelles latérales carrées, créant ainsi un édifice ecclésiastique singulier pour son époque, avec un espace dilaté latéralement plutôt que longitudinalement, malgré l'avis des commanditaires. L'axe principal part du vestibule, obtenu à partir d'une petite pièce servant de nymphée, passant par le calidarium et se terminait par le chœur créé dans la zone du natatio. À l'époque de Michel-Ange, il y a deux autres entrées sur les côtés du transept.
Les voûtes jusqu'alors exposées à ciel ouvert sont couvertes d'une toiture, les intrados de la voussure sont enduits et uniment blanchis, un des grands chapiteaux de colonne est renouvelé ; des murs sont levés pour fermer les espaces latéraux, sur les deux côtés larges de la salle sont aménagées des entrées annexes. Le maître-autel trouve sa place sous l'arc central du côté nord-est, face à l'entrée principale, entre deux colonnes sans doute antiques supportant l'entablement. Le chœur monastique, long espace rectangulaire couvert d'une voûte en berceau et se terminant en abside, est rebâti.
Aucun élément ne fait apparaître que Michel-Ange ou un de ses assistants aient été chargés de la direction des travaux.
Après la mort du pape en décembre 1564, les travaux semblent interrompus ; en juillet 1566 est établi un bilan définitif. Quant à savoir s'il était dans les intentions de Pie IV de laisser l'édifice aussi dépourvu de décors que Michel-Ange semble l'avoir voulu, la question reste ouverte.
Les travaux se poursuivent après la mort de Michel-Ange sous la direction de Giacomo Del Duca, neveu d'Antonio,  jusqu'au milieu du XVIIIe siècle lorsque les entrées latérales du transept sont fermées par les chapelles San Bruno et Niccolò Albergati.

### Interventions de Luigi Vanvitelli
L’architecte napolitain Luigi Vanvitelli prend la suite en 1749, qui décore l'intérieur sobre voulu par Michel-Ange dans le style de l'époque, dont il ne reste aucune documentation. Vanvitelli recrée également une uniformité architecturale qui avait été perdue lors de diverses interventions après Michel-Ange.
Une composition est créée dans le passage entre le vestibule et la croisée du transept et entre la croisée du transept elle-même et le clôture de chœur a travers les huit colonnes de maçonnerie. À la place de l'exèdre, il crée une façade avec un tympan, architecture typique de la structure thermale romaine que Vanvitelli relie à l'église au moyen de lésènes et de bandes horizontales. De plus, Vanvitelli fait venir toutes les peintures de la basilique vaticane : il prend en charge le transport à Santa Maria degli Angeli des grands retables de la basilique Saint-Pierre, remplacés par des copies en mosaïque pour des raisons de conservation (ils étaient menacés par l'humidité). Santa Maria degli Angeli devient ainsi très riche en œuvres d'art avec des peintures du XVIe au XVIIIe siècle, du Martyre de saint Sébastien du Dominiquin, à la Chute de Simon Magus de Pompeo Batoni, au Baptême de Jésus de Carlo Maratta, à la messe de saint Basile de Pierre Subleyras. Dans le transept se trouve également un retable de Giovanni Odazzi.
La façade qu’il construisit fut démontée au début du XXe siècle.

### Après Vanvitelli
Salvator Rosa, Carlo Maratta, Armando Diaz, Paolo Emilio Thaon di Revel, Vittorio Emanuele Orlando et le pape Pie IV sont enterrés dans l'église. Actuellement, elle est souvent utilisée pour les obsèques nationales ou pour les membres de l'armée de terre italienne. La basilique fut le cadre du mariage de Victor-Emmanuel III, roi d'Italie (encore prince héréditaire au moment du mariage) et de la princesse Hélène de Monténégro, fille de Nicolas Ier (roi de Monténégro). Dans le monastère annexé des Chartreux, partie également des thermes de Dioclétien, une des sections du Musée national romain a été aménagée.
Lors de la proclamation du royaume d'Italie, les pères chartreux doivent quitter l'église et son monastère ; dans un premier temps, la zone du cloître est laissée aux militaires, puis aux frères de saint François de Paule et enfin au clergé diocésain. Avec le mariage de Victor-Emmanuel III, la basilique devient une église d'État, rang qu'elle conserve encore aujourd'hui. Le 20 juillet 1920, Benoît XV élève l'église au rang de basilique mineure.

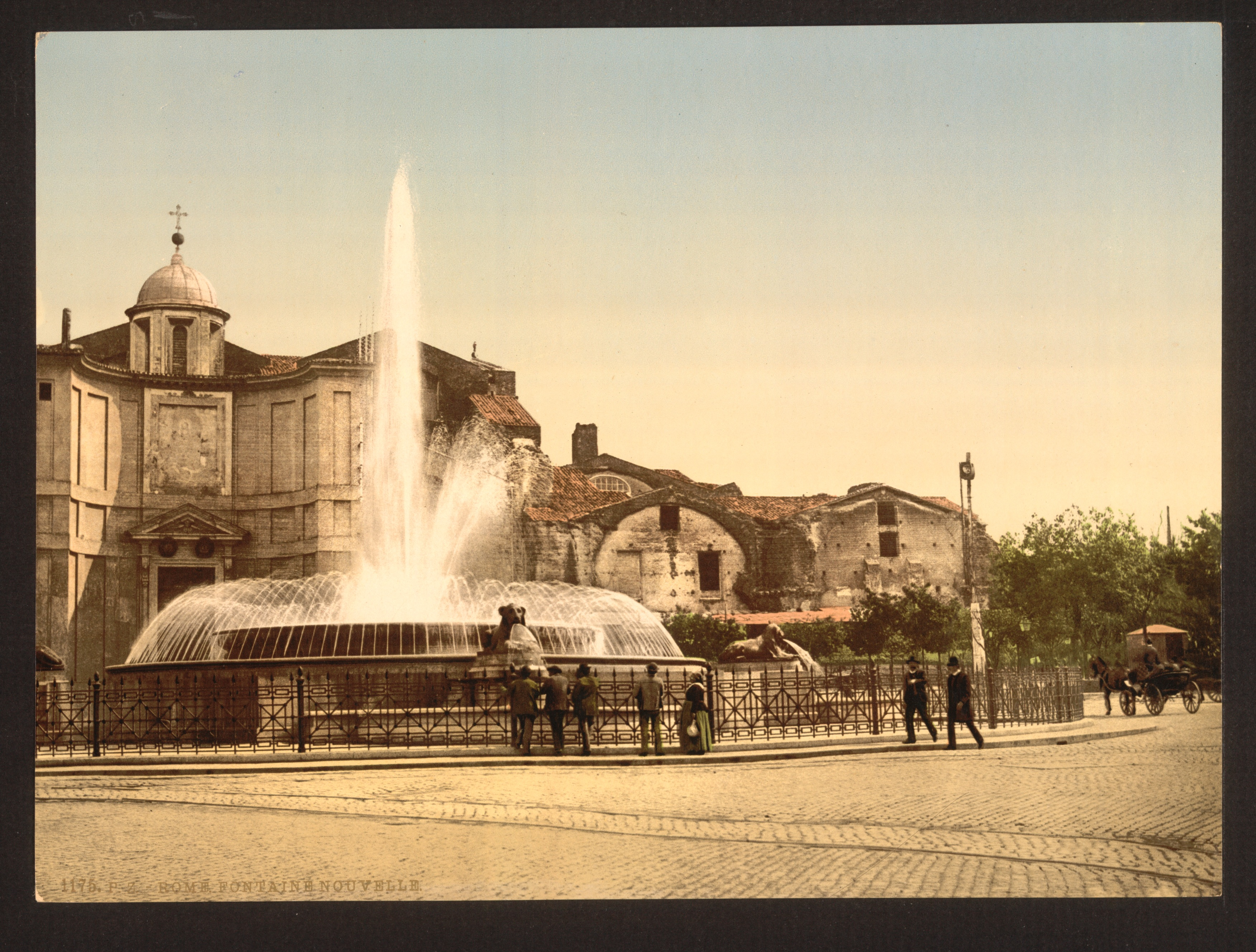
La fontaine des Naïades et l'ancienne façade de Vanvitelli encore en place. Photochrome, vers 1890.
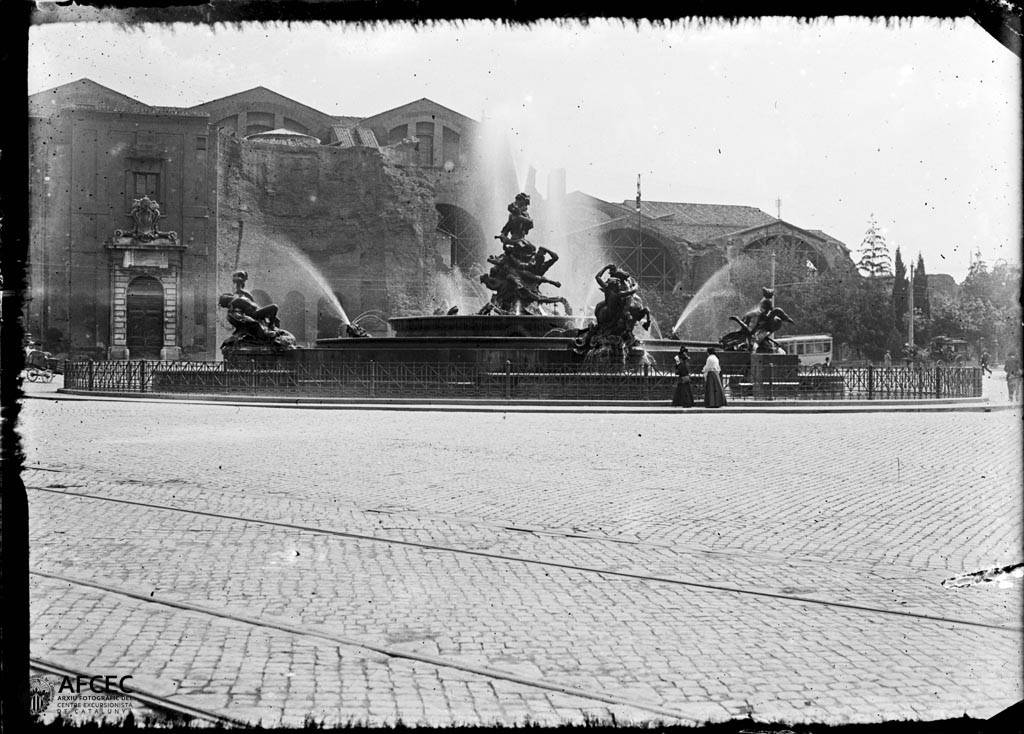
La fontaine des Naïades modernisée et la nouvelle façade de la basilique, après 1911. Photographie de Joaquim Morelló i Nart (ca).
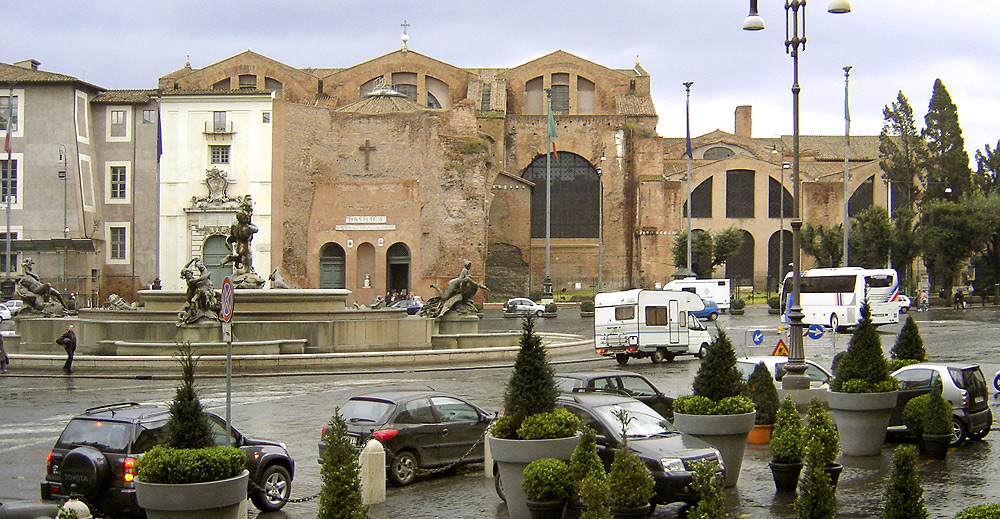
La fontaine et la façade de la basilique, en 2005.

## Entrée extérieure

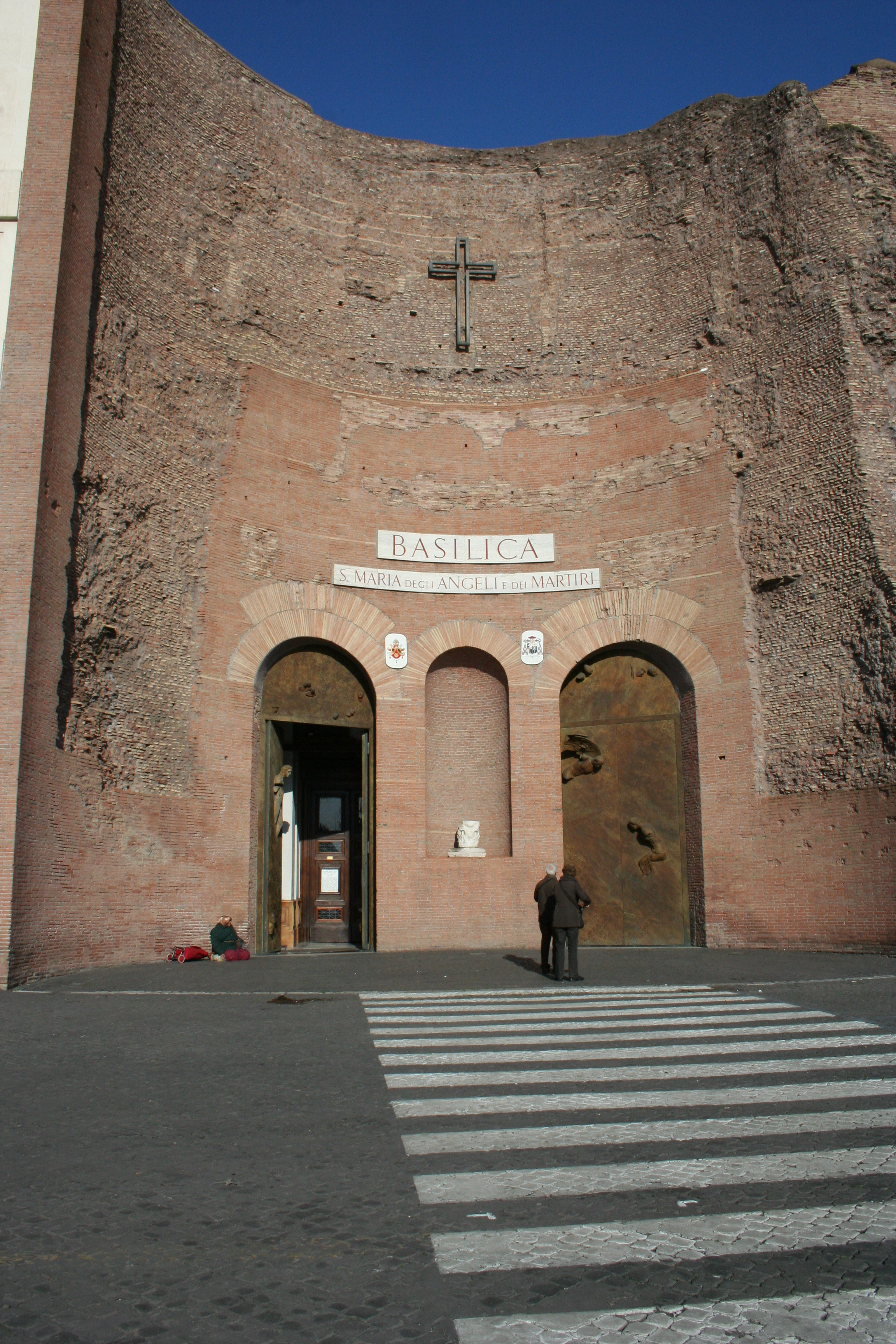
Entrée.

Les restaurations du début du XXe siècle suppriment la façade de Vanvitelli en 1911 et la remplacent par une niche en forme d'exèdre avec deux entrées voûtées, dans le but de restaurer l'apparence d'origine. Le 28 février 2006, les anciennes portes en bois ont été remplacées par de nouvelles portes fabriquées par le polonais Igor Mitoraj.
La porte de droite a pour thème l'Annonciation : le battant de gauche représente un ange et celui de droite représente Marie (mère de Jésus), le fond figure le monde. Un groupe d'anges est représenté sur la lunette avec seulement la tête bandée et un corps de jeune femme sans tête.
La porte de gauche a pour thème la Résurrection : le battant de gauche représente la crucifixion (une figure humaine dans laquelle la figure d'une croix est profondément creusée) avec en arrière-plan, une tête bandée et un palmier. Sur la lunette, des figures représentant les martyrs.
Les lunettes rappellent le nom de la basilique avec les anges et les martyrs. Au dos des portes, des panneaux représentent quatre archanges.

## Vestibule

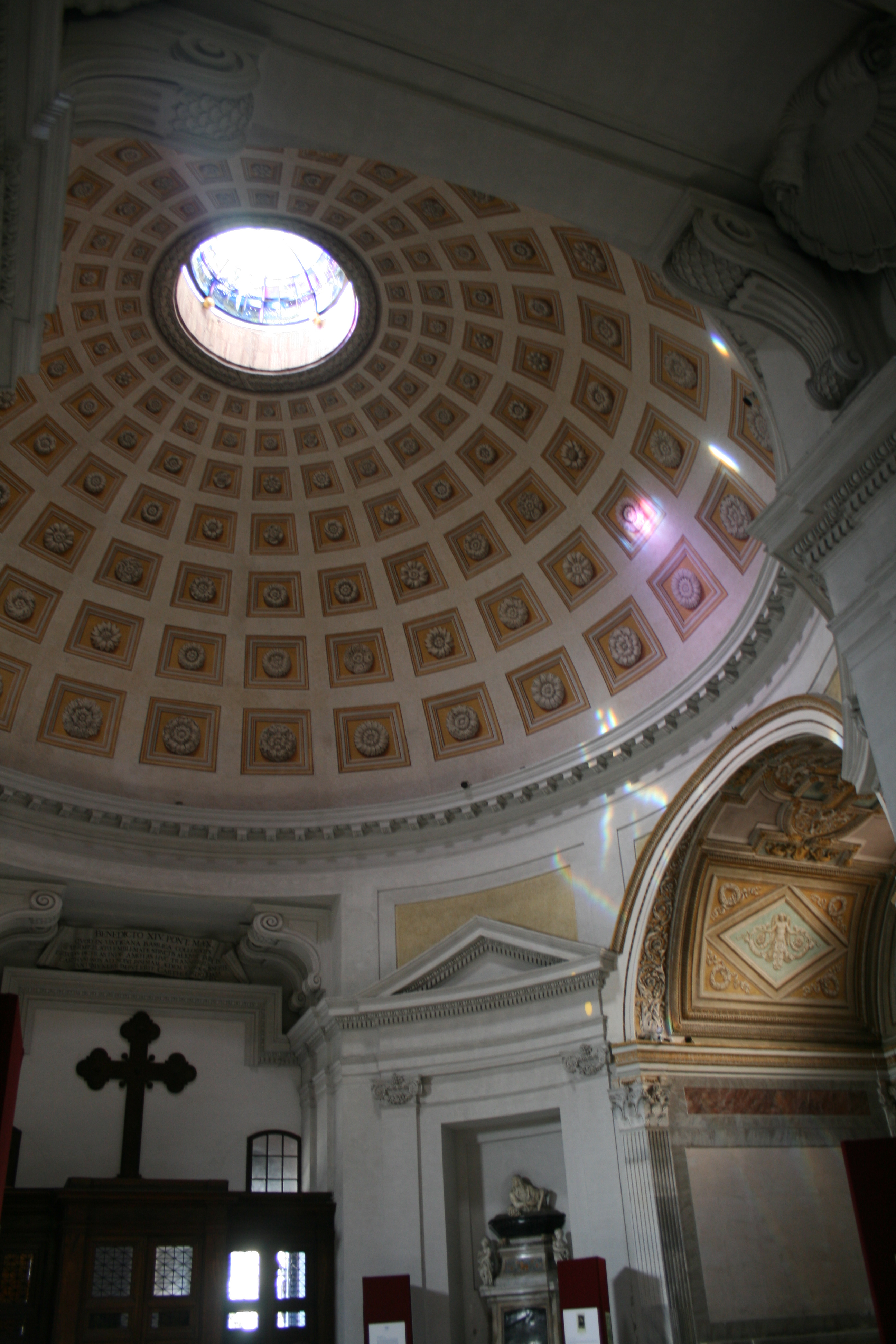
Intérieur du vestibule.

Il s'agit d'une salle circulaire couronnée d'un plafond en forme de dôme. À l'époque de la Rome antique, le nymphée des thermes de Dioclétien y était probablement installé. Cette salle était logée entre le calidarium, aujourd'hui disparu, et le tepidarium, la salle tiède des thermes, et a été incluse dans l'axe longitudinal de l'église par Michel-Ange, qui a inséré quatre édicules avec un tympan, qui conservent des monuments funéraires.

### Monuments funéraires

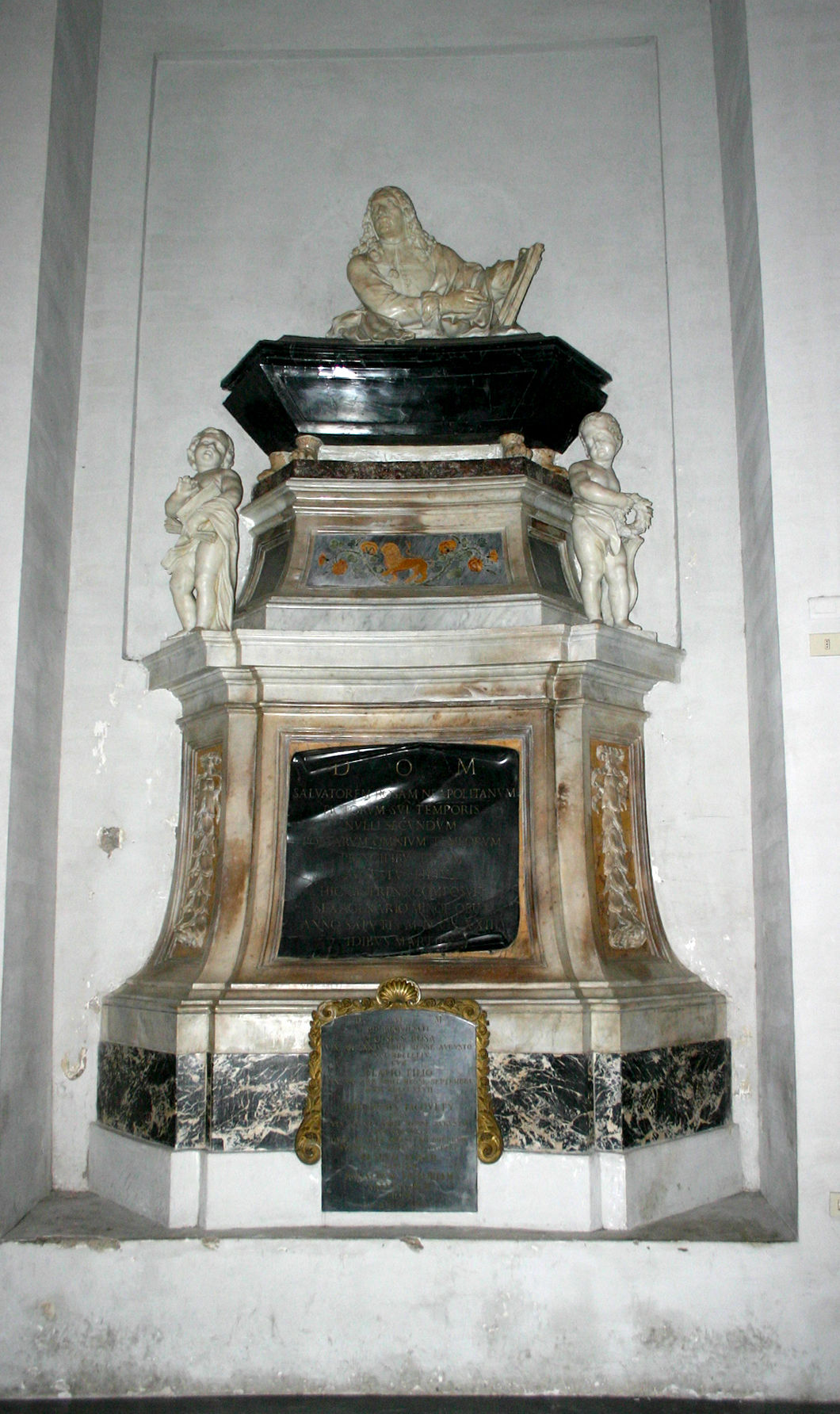
Tombe de Salvator Rosa.

#### Monument funéraire de Carlo Maratta
Le peintre Carlo Maratta a conçu la chapelle Saint-Bruno dans laquelle il a peint Le Baptême de Jésus. Il a également conçu son monument funéraire, dont le buste en marbre a été réalisé par Francesco Maratta, également connu sous le nom de Francesco Moratti (il n'y avait aucune parenté entre les deux).

#### Monument du cardinal Francesco Alciati
Placé dans un édicule avec un tympan soutenu par des colonnes ioniques, il a été construit trois ans après la mort du cardinal Francesco Alciati. Sa construction est attribuée à Giacomo Del Duca selon Vanvitelli et à Giovan Battista Della Porta selon A. Schiavo. Il se compose d'un sarcophage reposant sur un piédestal avec un buste et un blason au centre, le tout soutenu par quatre pilastres.

#### Monument funéraire du cardinal Pier Paolo Parisio
Il a été construit en 1604 en l'honneur du cardinal Pierpaolo Parisio par son neveu Flaminio, évêque de Bitonto. Il rappelle le style de Michel-Ange du tombeau d'en face.

#### Monument de Salvator Rosa
Il a été construit en 1673 par le fils de Salvator Rosa. Le monument représente le peintre sortant du sarcophage soutenu par un socle sur lequel sont placés deux putti symbolisant la peinture et la poésie, construits par Bernardino Fioriti. Il contient le peintre et ses descendants.

### Chapelles

#### Chapelle du Crucifix
Elle a été construite en 1575, comme en témoigne une inscription souterraine, pour Girolamo Ceuli (un riche banquier romain). Le tableau d'autel, attribué à Giacomo della Rocca (qui exécuta également les fresques de la voûte, qui furent mal restaurées en 1838) représente un crucifix. Sur le mur de gauche se trouve la tombe de Pietro Tenerani avec un édicule avec un tympan soutenu par des colonnes ioniques au centre desquelles se trouve un buste représentant l'artiste. Sur le soubassement se trouve une porte qui représente le passage vers Hadès. Sur le côté opposé se trouve le monument à l'épouse de Tenerani, Lilla Montabbiio, aux formes de simple édicule avec un pignon et des colonnes corinthiennes.

#### Chapelle de la Madeleine et Baptistère
Elle a été construite par Consalvo Alvaro di Giovanni en 1579. Le retable avec l'épitaphe «Noli me tangere» est attribué par certains à Cesare Nebbia et par d'autres à Hendrick van den Broeck. Le tableau représente Jésus ressuscité apparaissant à Marie de Magdala sous la forme d'un jardinier et une fois reconnu, pour ne pas être touché, s'exclamant « Noli me tangere ».

### Autres œuvres situées dans la salle

#### L'ange de lumière
La sculpture en bronze a été réalisée par Ernesto Lamagna à la fin du jubilé de l'an 2000. C'est le dernier des anges placés dans la basilique. Elle diffère des autres figures angéliques placées dans la basilique par sa modernité. La statue est de style baroque-futuriste. Le sculpteur, pour vieillir le bronze, a utilisé des acides particuliers pour lui donner une patine gris fer parsemée de fissures, de crevasses et de trous, le rendant semblable aux œuvres de Michel-Ange qui a enterré ses œuvres pour les vieillir.

#### Dôme en verreLumière et temps

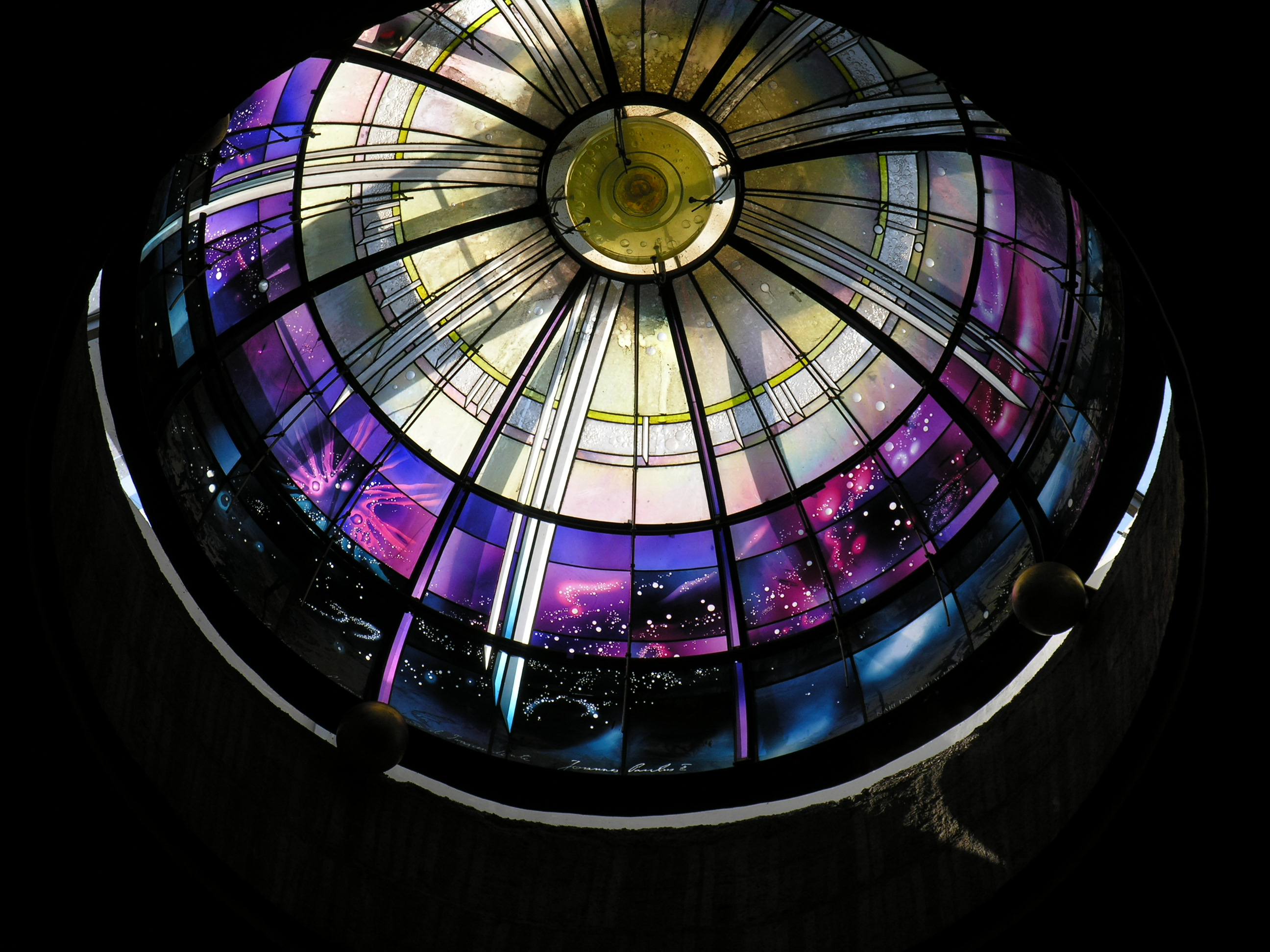
Le dôme en verre.

À l'époque romaine, la voûte du dôme était une ouverture circulaire à ciel ouvert qui permettait à l'eau de pluie de pénétrer et d'alimenter la piscine en contrebas. Avec la transformation des thermes de Dioclétien en église, il devint nécessaire de transformer l'oculus en vitrail. Michel-Ange et Vanvitelli ont installé des lanternes qui ont ensuite été démolies. Au siècle dernier, les lanternes qui y ont été installées, se sont ensuite révélées inadaptées pour résister aux éléments. La nouvelle lanterne, œuvre de l'artiste italo-américain Narcissus Quagliata, a un diamètre d'environ deux mètres divisé en huit segments constitués de vingt-quatre plaques de verre multicolores. Trois autres lentilles placées à des hauteurs différentes, mais toutes situées dans la zone sud, complètent l'ouvrage. Les trois lentilles font converger les rayons du soleil vers le bas, garantissant que la lumière réfléchie vers le sol est de couleur rose et avance très lentement sur le sol lui-même, créant l'illusion du mouvement de la terre dans l'espace. Le soleil atteint ainsi le centre exact du sol aux deux équinoxes et aux solstices, indiquant midi à Rome.

## Passage vers le chœur
Il s'agit d'une salle adaptée par Vanvitelli avec quatre colonnes en plâtre peintes pour ressembler à du marbre, similaires à celles du transept en granite rouge. Dans cette salle, une peinture ovale de Francesco Trevisani représente l'expulsion du paradis terrestre et une statue d'ange tient un bénitier.

### Statue de saint Bruno
La statue de marbre de saint Bruno le Chartreux a été réalisée par Jean-Antoine Houdon entre 1766 et 1768 en même temps que celle de saint Jean le Baptiste située en face et détruite en 1894. Le saint est représenté avec son habit, les bras croisés et la tête inclinée dans une pose de réflexion.

### Chapelle Saint Bruno
Elle a été construite en 1620 par Monseigneur Bartolomeo Povusinski. Sur l'autel, une peinture représente saint Bruno par un anonyme du XVIIe siècle. La façade, de style Michel-Ange, est de Vanvitelli.

### Chapelle Saint-Pierre
La chapelle a été construite par Pietro Alfonso Avignonese en 1635 et la façade conçue par Vanvitelli. Il y a un Antependium  sur l'autel. Au-dessus de l'autel se trouve un tableau de Girolamo Muziano représentant La remise des clés. Sur les murs sont représentés Saint Pierre libéré par un ange et Saints Pierre et Paul de M. Carloni. Au centre se trouve une tête en marbre de Carrare offerte par Igor Mitoraj.

## Transept
Le transept est situé dans l'ancien frigidarium des Thermes de Dioclétien qui conserve huit colonnes monolithes antiques de granit rouge. Il a subi diverses rénovations, à la fois par Michel-Ange, par Jacopo Del Duca et par Vanvitelli. Chacun des trois artistes a respecté la structure originale de la construction romaine, y compris les dimensions d'origine : la hauteur des croisées d'ogives est de 29 mètres et les colonnes, en incluant la base du chapiteau et l'entablement, atteignent 17,14 mètres, tandis que leur circonférence est de 5,10 mètres et leur diamètre de 1,62 mètre. Les murs sont ornés de pilastres et de lésènes peints pour imiter le marbre rouge de Cottanello, avec des carrés encadrés dans lesquels se trouvent huit peintures originales de la basilique Saint-Pierre installées dans la première moitié du XVIIIe siècle. L'éclairage du transept est assuré par de grandes fenêtres dans les arcs d'accès aux chapelles latérales, plus d'autres grandes fenêtres en croissant sur les côtés ; au-dessus de ces croissants, Niccolò Ricciolini a représenté des prophètes, des sibylles et des condottieri. Seules les grandes fenêtres sur les arcades d'accès au vestibule et au chœur, déjà existantes à l'époque de Vanvitelli, sont différentes des autres : elles sont constituées de moulures à double volutes.
Dans le bras droit du transept se trouvent les tombeaux de grands soldats de la Première Guerre mondiale.

### Peintures

#### La crucifixion de saint Pierre
Il s'agit d'une copie d'un tableau de Domenico Cresti réalisé pour la Bibliothèque apostolique vaticane par Nicola Ricciolini.

#### Premier tableau représentantLa chute de Simon Magus
Il s'agit d'une copie réalisée par Pierre Charles Trémolliére du tableau de Francesco Vanni qui se trouve sur l'autel du Sacré-Cœur à Saint-Pierre. Le tableau raconte la chute de Simon Magus qui voulait acheter à saint Pierre la capacité de faire des miracles. Le tableau symbolise la suprématie de l'orthodoxie catholique sur l'hérésie.

#### Le Sermon de saint Jérôme
C'est la dernière œuvre de Girolamo Muziano avec des interventions, en arrière-plan, de Paul Bril. Les tons lumineux aux reflets argentés de la peinture sont typiques de l'école de Brescia. Initialement, il a été réalisé pour l'autel de Saint-Jérôme à Saint-Pierre, avant d'être, plus tard, transporté dans cette basilique.

#### L'Immaculée Conception
Elle a été peinte par Pietro Bianchi qui a créé cette œuvre située à l'origine sur l'autel de la chapelle du chœur de Saint-Pierre où se trouve aujourd'hui une copie en mosaïque de ce même tableau. Le tableau représente l'Immaculée Conception distinguée par saint Grégoire de Nazianze, avec saint François d'Assise etsaint Antoine de Padoue en adoration.

#### Résurrection de sainte Tabitha
Ce tableau a été réalisé par Placido Costanzi pour l'autel Tabitha (ou Dorcas) de la basilique vaticane. Il a été déplacé dans cette basilique après avoir été remplacé par une copie en mosaïque du même tableau.

#### Deuxième tableau représentantLa chute de Simon Magus
Ce tableau a été peint par Pompeo Batoni en 1765. Il semble que la peinture ne faisait pas partie de la série originale de peintures transférées de la basilique vaticane à cette basilique.

#### La messe de saint Basile
Ce tableau a été réalisé par Pierre Subleyras pour l'autel de saint Basile de Césarée à saint-Pierre. Le tableau représente saint Basile célébrant la messe devant l'empereur Valens. Pendant la célébration, l'empereur est tombé inconscient. Après avoir été transportée ici depuis la basilique Saint-Pierre, une copie en mosaïque a été placée à sa place dans la basilique vaticane.

### Monument funéraire d'Armando Diaz

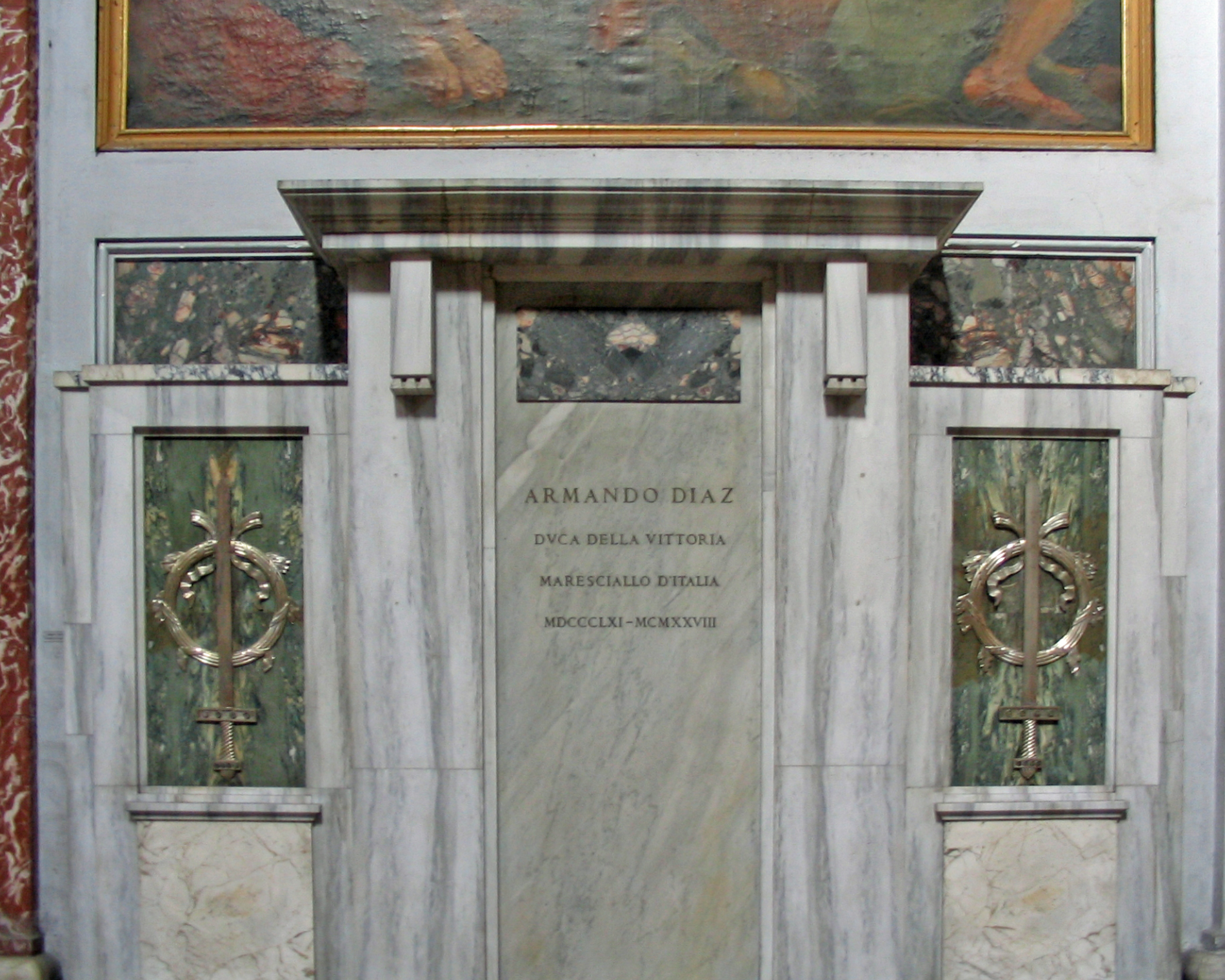
Tombeau d'Armando Diaz.

Le monument  funéraire d'Armando Diaz a été érigé en 1920 par Antonio Muñoz dans un style Art nouveau. Au centre se trouve une stèle avec une dédicace au général, des deux côtés, deux marbres avec des frises de bronze représentant une épée et une Couronne triomphale.

### Chapelle du bienheureux Niccolò Albergati

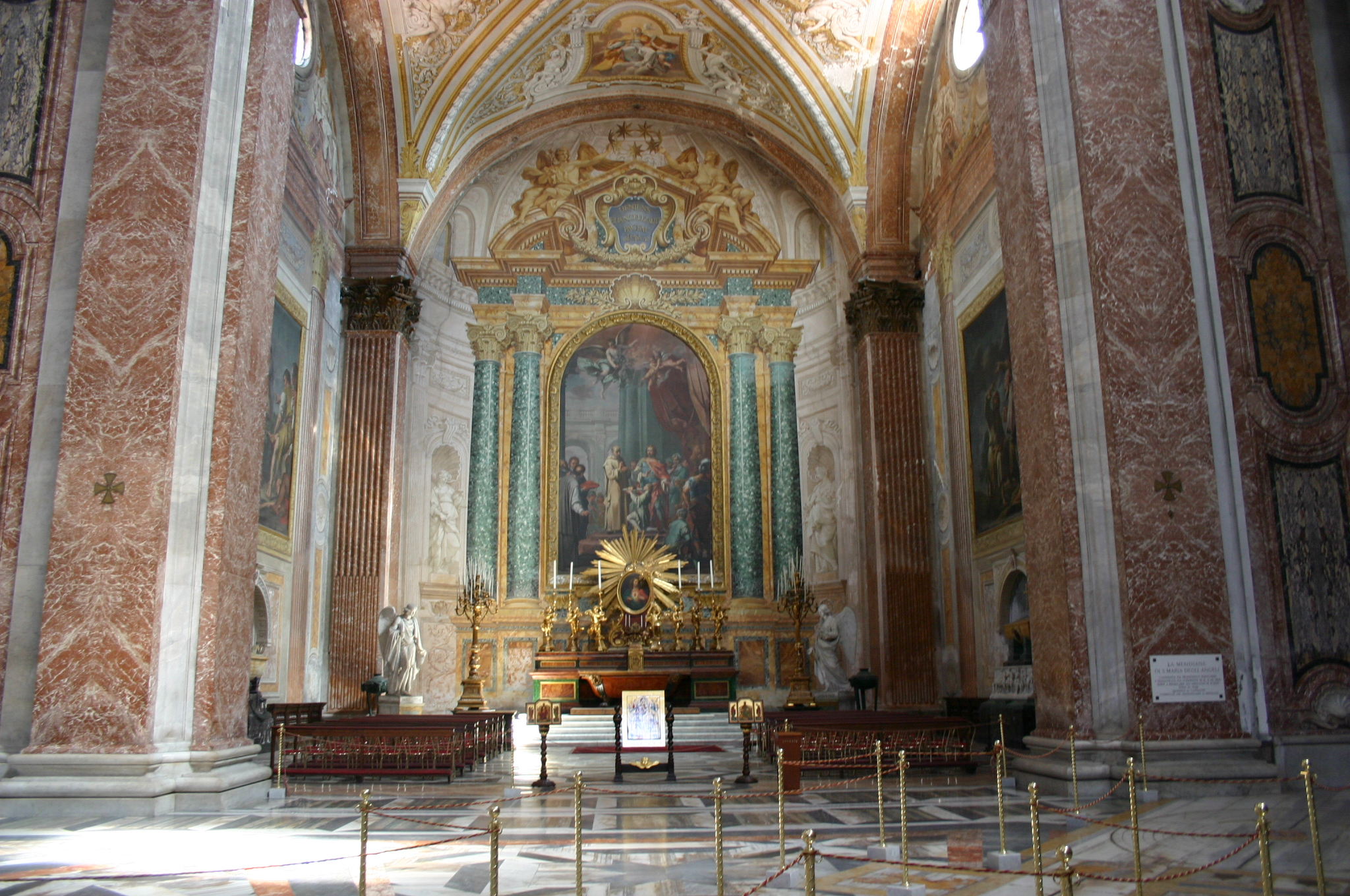
Chapelle Albergati.

La chapelle du Bienheureux Niccolò Albergati est située sur le côté droit du transept en forme de croix. L'accès se fait par un arc abaissé. Elle a été construite par l' architecte Clemente Orlandi en 1746. La voûte a été décorée par Antonio Bicchierai et Giovanni Mezzetti. Au centre de la voûte, le Saint-Esprit est représenté parmi les chérubins et dans les voiles des peintures représentent les docteurs de l'église. Sur l'autel se trouve un tableau d' Ercole Graziani le Jeune intitulé Un miracle du bienheureux Niccolò Albergati. Deux toiles de Francesco Trevisani intitulées Baptême d'eau et Baptême de désir se trouvent au-dessus des monuments funéraires. Sur les côtés de l'autel se trouvent deux statues en plâtre offertes en 1834 par Federico Pettrich, représentant les Anges de la paix et de la justice.

#### Monument funéraire à Vittorio Emanuele Orlando
Le monument funéraire à Vittorio Emanuele Orlando a été exécuté en 1953 par Pietro Canonica. Il est placé près du mur comprenant un sarcophage jaune de Sienne avec un médaillon central en bronze. Le sarcophage est soutenu par des reliefs en marbre de Carrare. Au-dessus se trouve une arche, toujours en jaune de Sienne, et en dessous une base avec une dédicace.

#### Monument funéraire à l'amiral Paolo Thaon di Revel
Le monument funéraire à l'amiral Paolo Emilio Thaon di Revel été réalisé en 1948 par Pietro Canonica. Le monument est semi-entouré d'un arc d'entablement continu décoré. Le monument actuel se compose du sarcophage jaune de Sienne en forme de navire, soutenu par une base en rouge et noir.

#### Un miracle de Saint Pierre
À l'origine situé dans le Palais du Quirinal, ce tableau a été réalisé par Francesco Mancini. Il représente le miracle de saint Pierre sur un paralytique à Porta Speciosa. Une copie en mosaïque de ce tableau se trouve dans la basilique vaticane.

### Chapelle Saint-Bruno

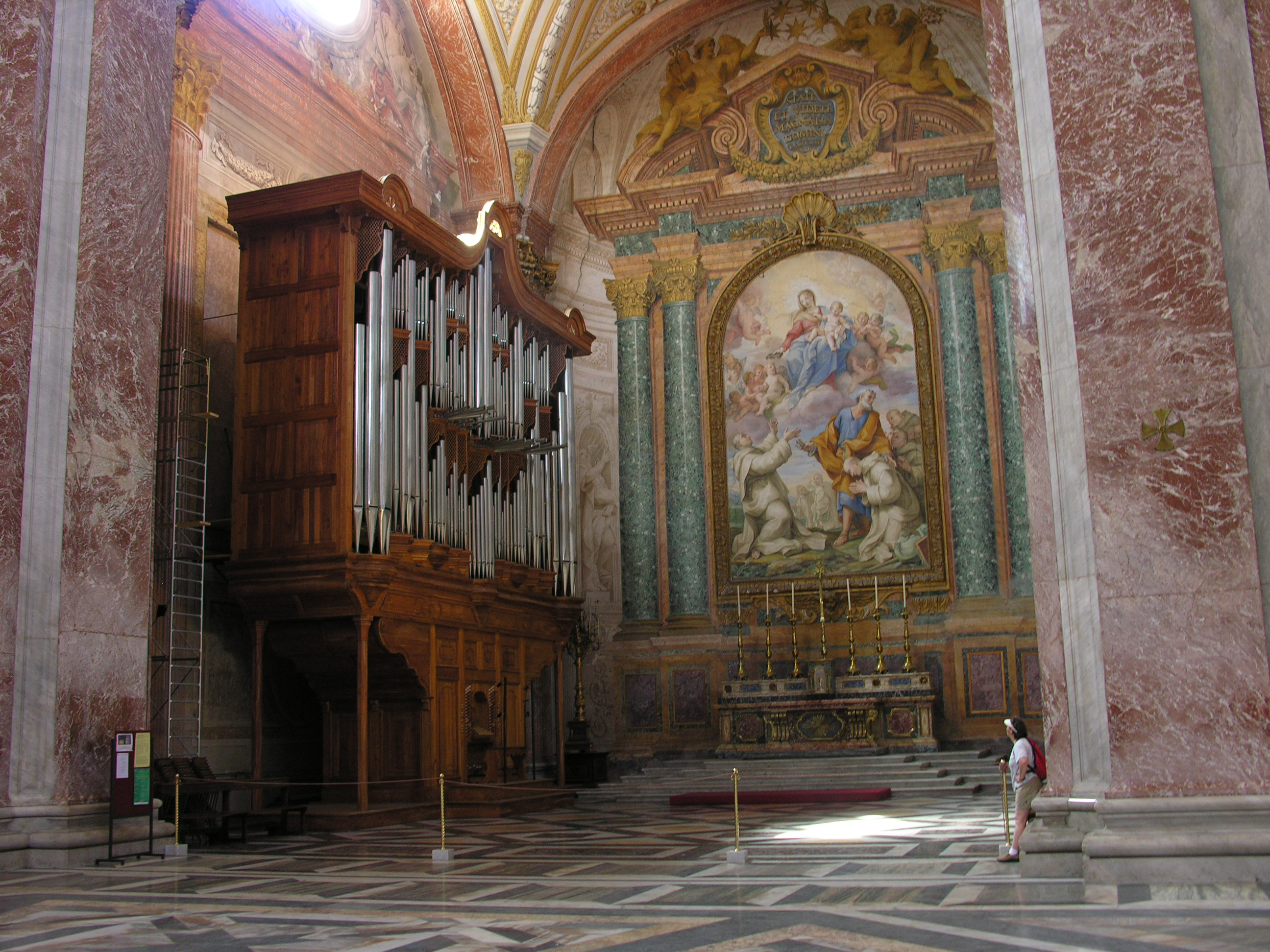
Chapelle Saint-Bruno.

La chapelle a été décorée sur un projet de Carlo Maratta. L'autel est illusoirement peint avec quatre colonnes en serpentine soutenant un entablement du fronton brisé avec des armoiries, entouré d'un faux chœur avec des niches de statues. Le chœur avec la fausse architecture des murs a été peint par Balletti et Paradisi. En 1864, Francesco Fontana transforma l'autel en marbre. Les fresques de la voûte en croix représentant les évangélistes sont d'Andrea Procaccini. Sur le mur de droite se trouvent les statues de la Méditation (1874) et de la Prière (1875), qui sont des copies des statues placées à l'entrée de Verano. L'orgue monumental est installé sur le mur de gauche.

#### Baptême du sang
Il s'agit de deux cartons peints par Francesco Trevisani. Ces peintures avec celles de la chapelle Albergati forment une trilogie sur le baptême qui peut être de trois types : eau, désir et sang (c'est-à-dire avec martyre). Il s'agit de cartons préparatoires dont les dessins sont légers et superficiels, par opposition à la version en mosaïque de la basilique vaticane.

#### Apparition de la Vierge à saint Bruno
Au centre de l'autel se trouve le retable peint à l'huile de Giovanni Odazzi. Le tableau marque la transition de l'artiste du baroque au rococo.

## Passage tourné vers le chœur
En plus du chœur, ce passage mène également à deux chapelles, à droite celle de Saint-Giacinto et à gauche celle du Sauveur. Les deux ont été modernisées par Vanvitelli clairement inspirées de Michel-Ange, à la différence qu'au lieu d'une architrave, les pilastres encadrent une entrée voûtée fermée par des portes en fer forgé avec des clous en laiton et des palmes dorées, également conçues par Vanvitelli. L'arc surbaissé qui mène au passage est orné de deux anges, tandis que la partie opposée, vers le chœur, est ornée d'un cartouche avec l'inscription « Reginae Angelorum et Martyrum ». La richesse ornementale sert à masquer les différentes hauteurs des différentes pièces d'accès. La voûte du couloir est à caissons comme celle du vestibule.

### Chapelles

#### Chapelle Saint-Giacinto
Cette chapelle a été érigée par la volonté d'Alessandro Litta en 1608. Sur l'autel se trouve un tableau de Giovanni Baglione. Sur les côtés se trouvent des peintures des saints dont sainte Cécile de Rome et saint François d'Assise recevant les stigmates. La voûte représente Dieu et les anges.

#### Chapelle du Sauveur
Cette chapelle datant de 1574 est la plus ancienne de l'église. Elle appartint d'abord à la famille De Cinque, puis aux Catalani comme l'attestent les deux blasons des deux côtés. Matteo Catalani qui a écrit Historia dell'erettione della chiesa di Santa Maria degli Angeli in Roma nelle Terme diocletianae (Histoire de l'érection de l'église de Santa Maria degli Angeli à Rome dans les Thermes de Diocletiien) vers la première décennie du XVIIe siècle, appartient à cette dernière famille. Sur le mur de droite est rappelé le bénéfice d'indulgences accordé par Grégoire VII aux membres de la Confrérie des Sept Anges. Les décorations sur l'autel représentent L'Incarnation de Jésus et L'Adoration des sept anges peints par Domenico da Modena, tandis que les vingt-quatre tableaux illustrant les histoires du Christ sont attribués à Hendrik van der Boeck, qui dans le dernier quart du XVIe siècle a peint la voûte avec Dieu et saint Michel Archange. Sur les parois latérales, les Âmes du Purgatoire et le Pontife priant sont des œuvres de Giulio Mazzoni il Piacentino. Dans cette dernière peinture, il est possible de reconnaître des personnages de la fondation de cette église et les membres de la confrérie des Sept Anges, parmi lesquels peuvent être mentionnés :
- Pie IV,
- l'empereur Charles Quint,
- Marguerite de Parme (1522-1586),
- Vittoria Colonna ,
- Vittoria Farnese della Rovere et sa fille Lucrezia Farnese della Rovere ,
- Girolama Orsini Farnèse

## Chœur

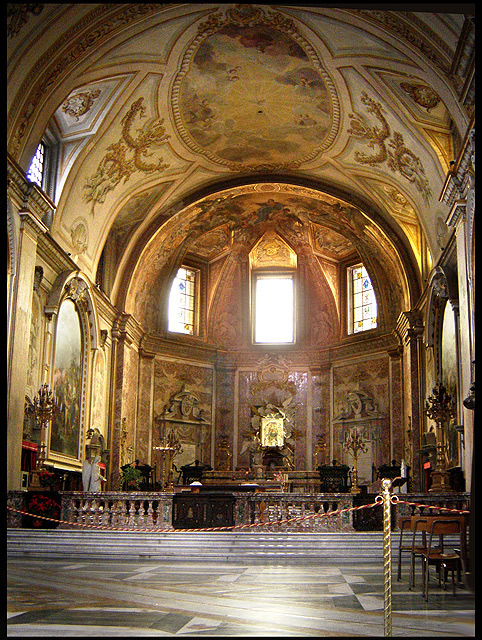
Le chœur.

L'architecte Clemente Orlandi en a conçu la forme tandis que Vanvitelli s'est également occupé de sa décoration. L'architecte a donné des formes polygonales à l'abside au centre de laquelle se trouve le maître-autel, semblable à celle qu'il a lui-même conçu pour l'église du palais de Caserte. Le crescendo décoratif a été coupé en 1867 lorsque l'autel a été déplacé pour faire place au sanctuaire. Ce dernier est protégé par une grille métallique en forme de harpe d'Angelo Santini ornée d'initiales et d'étoiles serties de doré conçus par Giuseppe della Riccia. Deux œuvres d'Innocenzo Orlandi de 1866 sont installées à proximité de l'autel : L'Ange avec l'aigle et la Chaise, cette dernière est soutenue par un taureau et un lion de saint Marc, les deux œuvres figurant ainsi les évangélistes.

### Peintures

#### Présentation de Marie au temple
Cette peinture a été réalisée par Giovanni Francesco Romanelli.

#### Martyre de saint Sébastien
Cette peinture a été réalisée par Le Dominiquin avec la technique de l'huile sur mur pour la basilique vaticane. Elle a subi des dommages pendant les opérations de détachement lors de son transfert.

#### Madone intronisée parmi les sept angeset abside
Dans l'abside pentagonale peinte en rouge, deux portes sont surmontées des bustes de saint Charles Borromée et Pie IV et de deux dalles commémoratives du pontife et du cardinal Serbelloni (le premier évêque titulaire de l'église). Au centre, au sein d'une gloire d'anges et de chérubins sculptés par Bernardino Ludovisi, se trouve le tableau de la Madonna degli Angeli qu'Antonio Del Duca a fait réaliser à Venise en 1543. L'auteur est inconnu même si le style remonte à Lorenzo Lotto. La Madone est représentée en train d'allaiter Jésus et est donc appelée Vierge du lait. Les archanges Michel (à gauche) et Gabriel (à droite) tiennent la couronne sur la tête de la Vierge Marie. Tous les archanges tiennent les parchemins avec leurs tâches écrites dessus.

#### Baptême de Jésus
Ce tableau a été peint par Carlo Maratta. Il était l'un des premiers que Benoît XIII (pape) a transporté de la basilique vaticane à son emplacement actuel. Maratta, même s'il a peint ce tableau tard dans sa vie, ne montre pas de signes de lassitude artistique ; les deux personnages principaux représentés, Jean le Baptiste et Jésus, sont mis en évidence par une couleur et une luminosité différente des autres personnages représentés. Maratta étant un élève d'Andrea Sacchi, une certaine influence de l' école du Corrège est visible dans cette oeuvre.

#### Mort d'Ananie et Saphire
Ce tableau a été réalisé par Cristoforo Roncalli pour la basilique vaticane en 1604. La peinture est dans un style maniériste de la fin du XVIe siècle.

### Chapelle Cibo ou chapelle des reliques
La chapelle est construite en 1742 par le cardinal Camillo Cibo pour conserver les reliques inhérentes à l'histoire de la construction des thermes ; à celles-ci, il ajoute les reliques des docteurs de l'église : Jérôme de Stridon, Ambroise de Milan, Augustin d'Hippone et Grégoire Ier qu'il gardait dans son palais. Les décorations de la chapelle sont de Nicola Ricciolini.

### Autel en bois avec la déposition
La table eucharistique est composée d'un antependium en bronze représentant la descente de croix d'Umberto Mastroianni. La sculpture, réalisée en 1928, fait partie de la première manière de l'artiste, avant qu'il ne vienne lui-même à produire des œuvres futuristes et abstraites. L'œuvre consiste en un clair-obscur très évident.

## Chapelle de l'Épiphanie (ou chœur des Chartreux)
Le portail à gauche de l'autel permet d' accéder à la sacristie actuelle à la voûte semi-cylindrique. De cette salle, on accède à la sacristie de Michel-Ange, qui dans les années 1720 et 1730 a pris son aspect actuel avec la voûte en arc-de-cloître réservée au chœur des Chartreux. Ce chœur, d'abord dans le chœur principal, a été déplacé vers ce nouvel emplacement par la volonté de Benoît XIII. Le nouveau chœur des Chartreux est consacré par le même pontife le 6 octobre 1727. Un tableau de style Renaissance sur le même thème est placé sur ce chœur. À partir de ce moment, la chapelle fut appelée de son nom actuel. Avant d'être meublée de l'autel, cette salle était décorée d'un décor baroque tardif du peintre Luigi Garzi, représentant les scènes de la vie de saint Bruno.

## Méridienne de Bianchini
Vers 1700, le pape Clément XI demanda à Francesco Bianchini, astronome, mathématicien, archéologue, historien et philosophe, de construire une ligne méridienne, sorte de cadran solaire, à l’intérieur de la basilique.
Le pape souhaitait vérifier l’exactitude de la réforme grégorienne du calendrier et avait besoin d’un moyen de prévoir exactement la date de Pâques. Il voulait enfin que Rome soit dotée d’une méridienne aussi importante que celle construite peu de temps auparavant par Giovanni Domenico Cassini (Perinaldo 1625 - Paris 1712), dans la basilique San Petronio de Bologne.
La basilique présentait pour cette installation quelques avantages : comme les autres thermes de Rome, l’édifice était déjà naturellement orienté au sud, donc exposé au soleil ; la hauteur des murs autorisait de tracer une ligne très longue permettant de mesurer l’avance du soleil sur toute l’année ; les anciens murs étaient depuis longtemps stabilisés dans le sol, assurant que les instruments d’observation calibrés avec précaution ne bougeraient pas ; enfin, placée dans les anciens thermes de Dioclétien, la méridienne représenterait une victoire symbolique du calendrier chrétien sur le calendrier païen.

### Soleil
La méridienne de Bianchini fut installée sur le méridien qui traverse Rome à la longitude de 12° 50’. Au midi solaire, vers 12 h 15 (13 h 15 en été), heure de Rome, le petit trou percé dans le mur livre passage aux rayons solaires qui atteignent la ligne tracée au sol.
Au solstice d’été, quand le soleil culmine, ses rayons frappent la ligne méridienne au plus près du mur. Au solstice d’hiver, les rayons traversent la ligne au point le plus éloigné. À chaque équinoxe, le soleil touche la ligne en un point marqué et accompagné de réglettes informatives. Plus la méridienne est longue, plus l’observateur peut calculer précisément la longueur de l’année. La ligne est matérialisée par une lame de bronze ou plutôt de laiton longue de 45 mètres, sertie entre des dalles de marbre jaune et blanc.

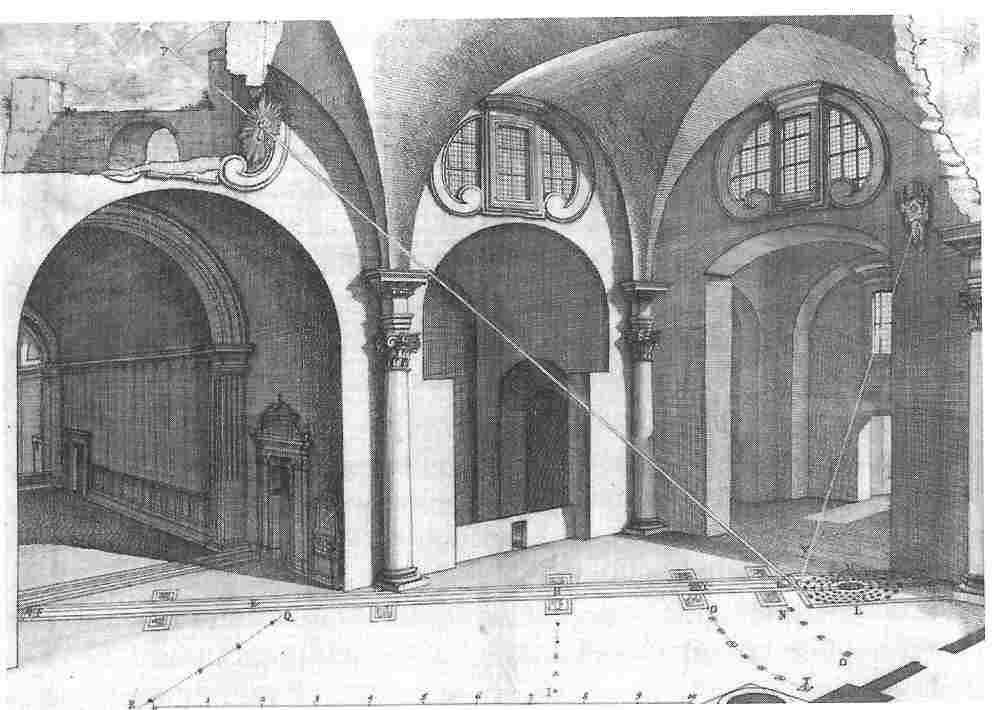
Dessin de la méridienne : le rayon solaire à droite frappe la ligne à midi toute l'année ; le rayon à gauche provient de l'étoile polaire.
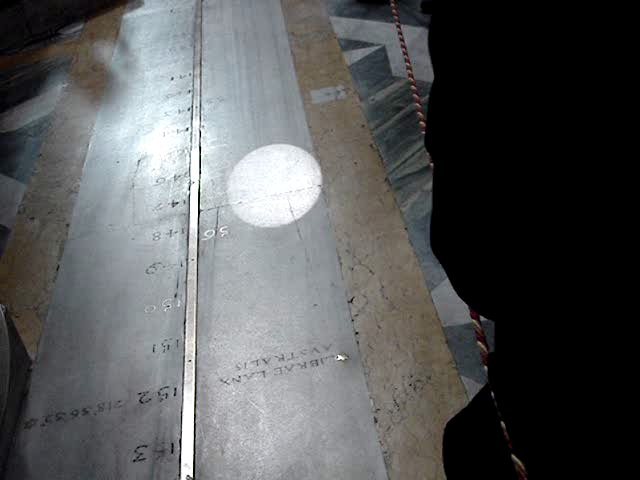
Gnomon, (ici un oculus) de Bianchini projette l’image du soleil sur la ligne juste avant midi
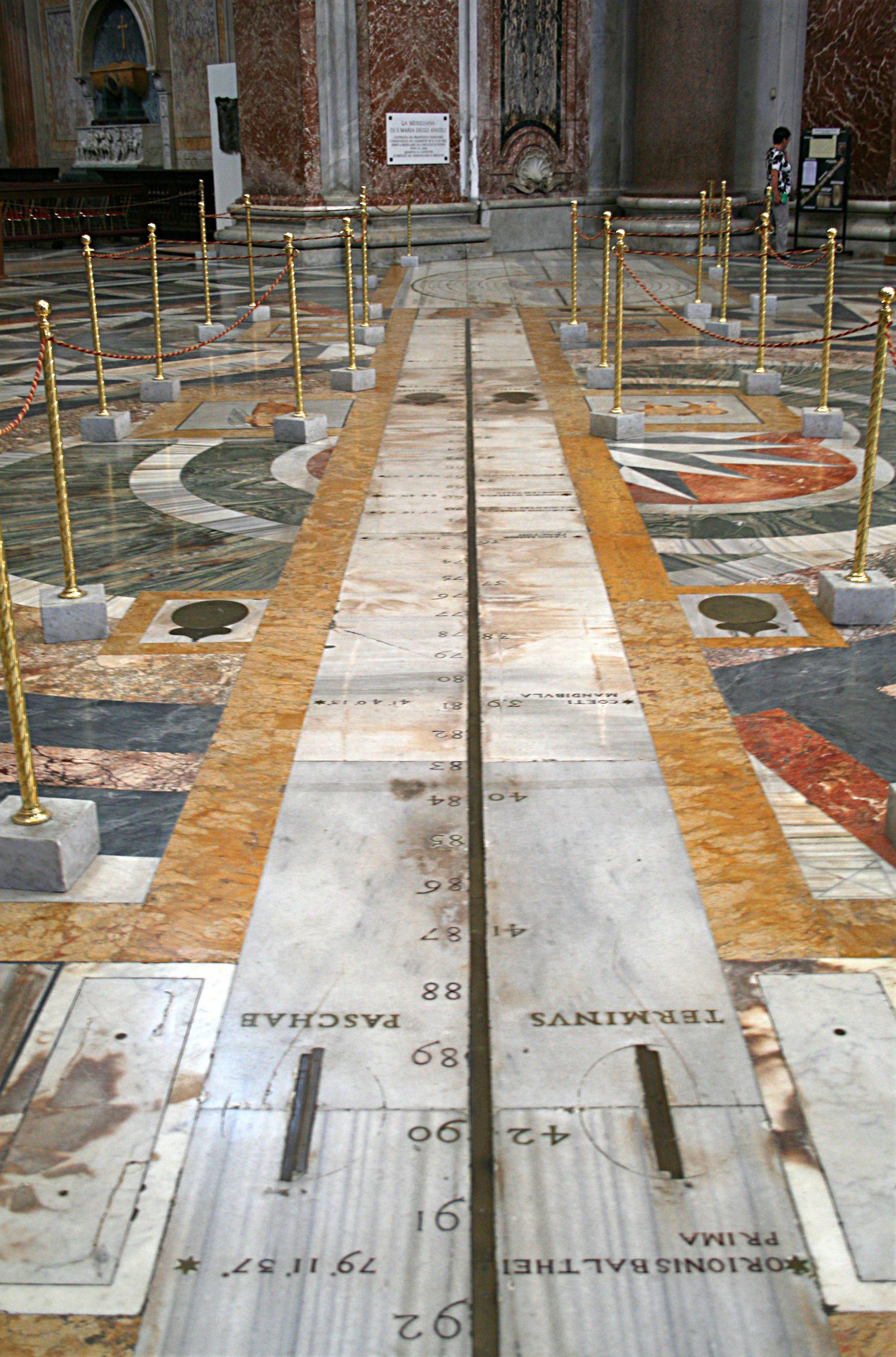
Méridienne de Bianchini
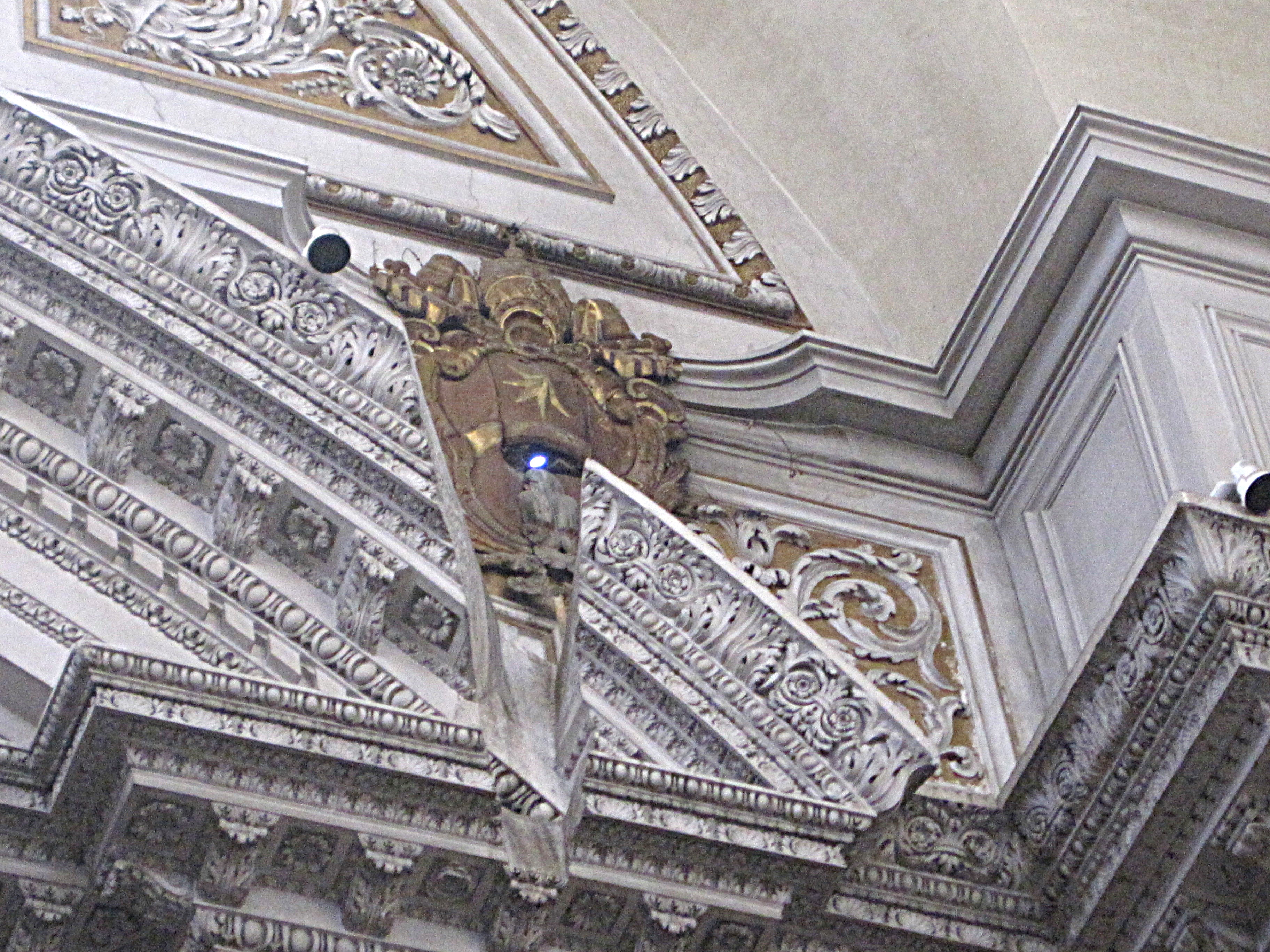
Oculus de la Méridienne de Bianchini dans Sainte Marie-des-Anges
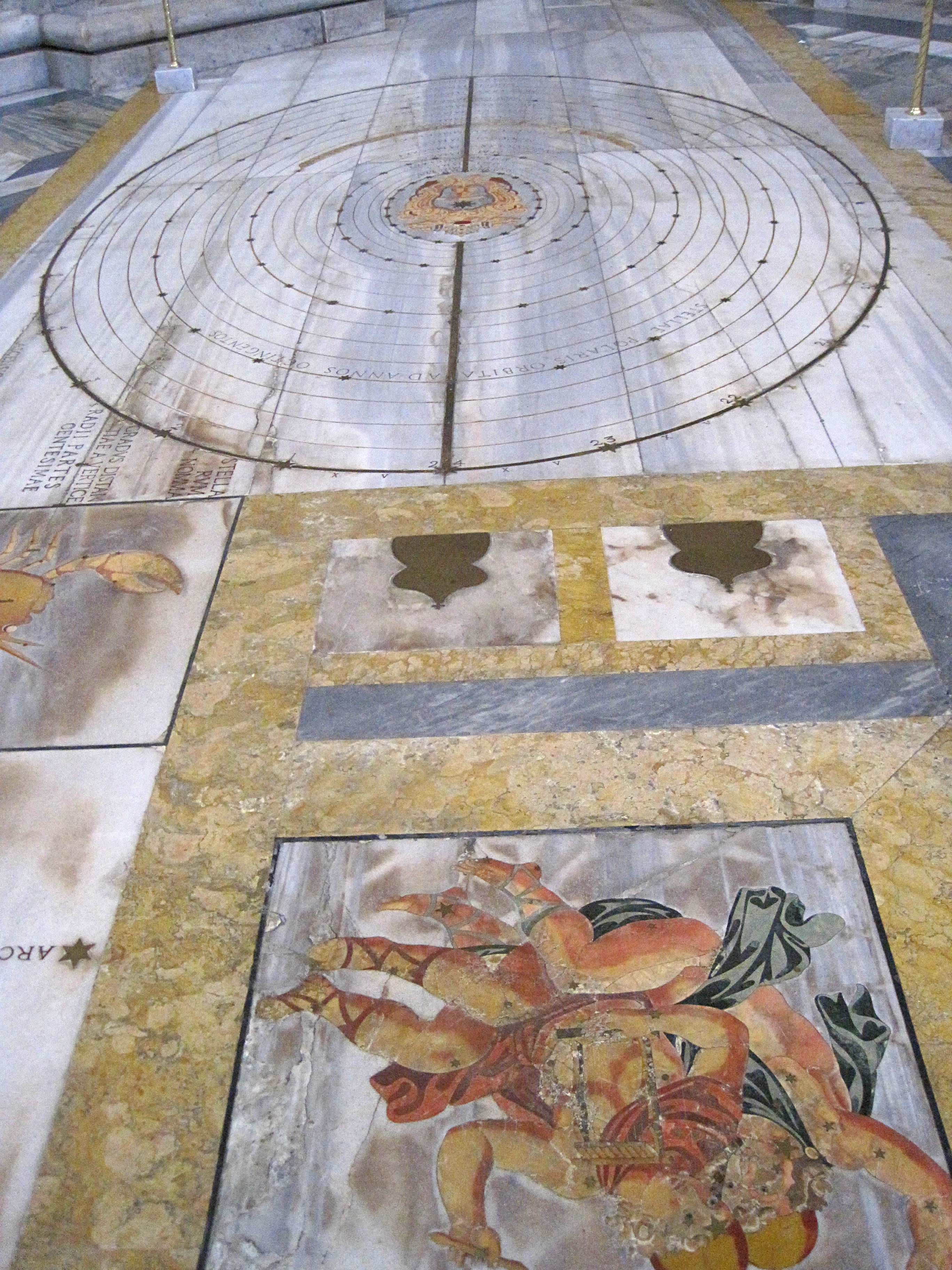
Méridienne de Bianchini
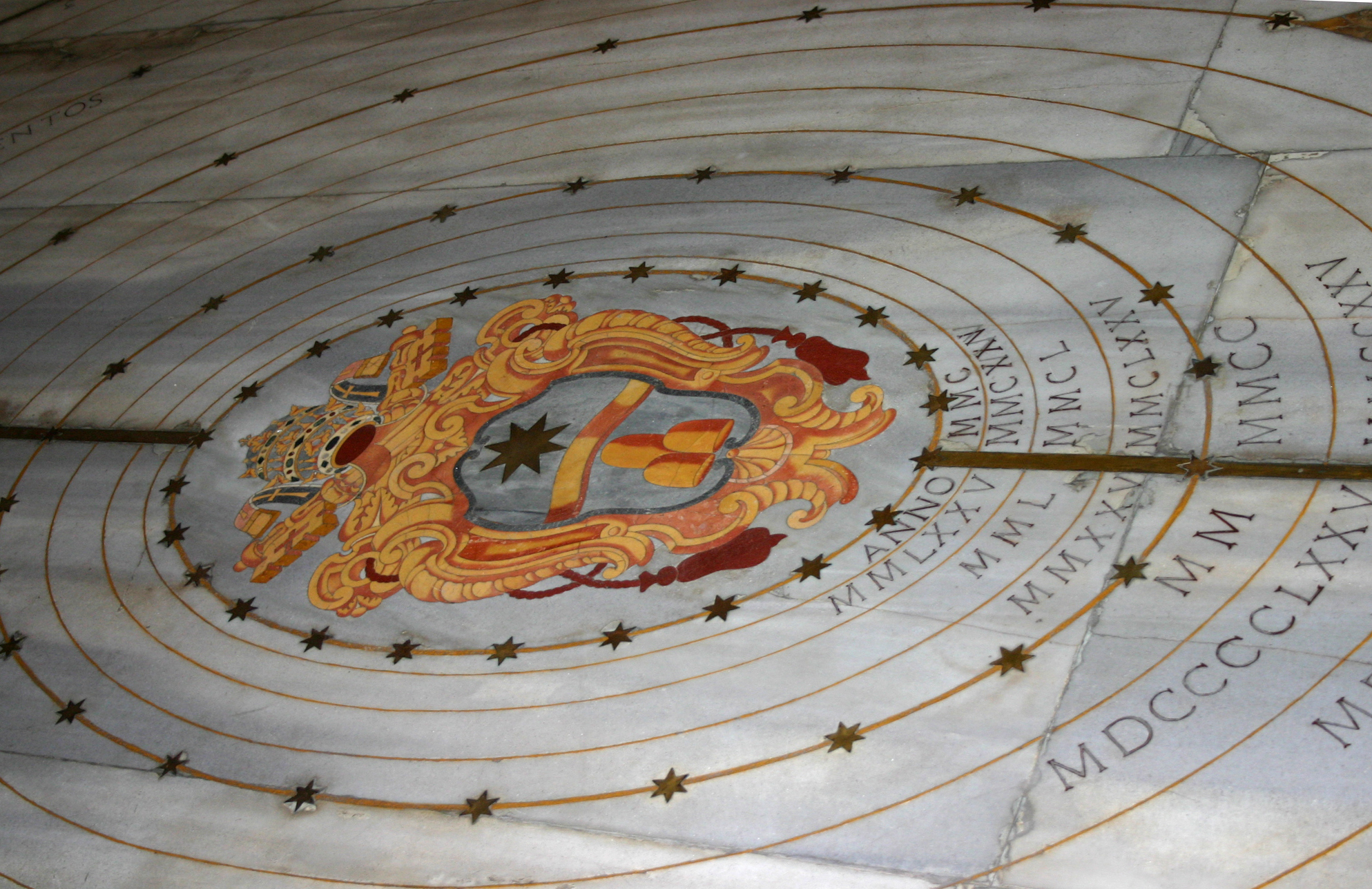
Armes du pape  Clement XI
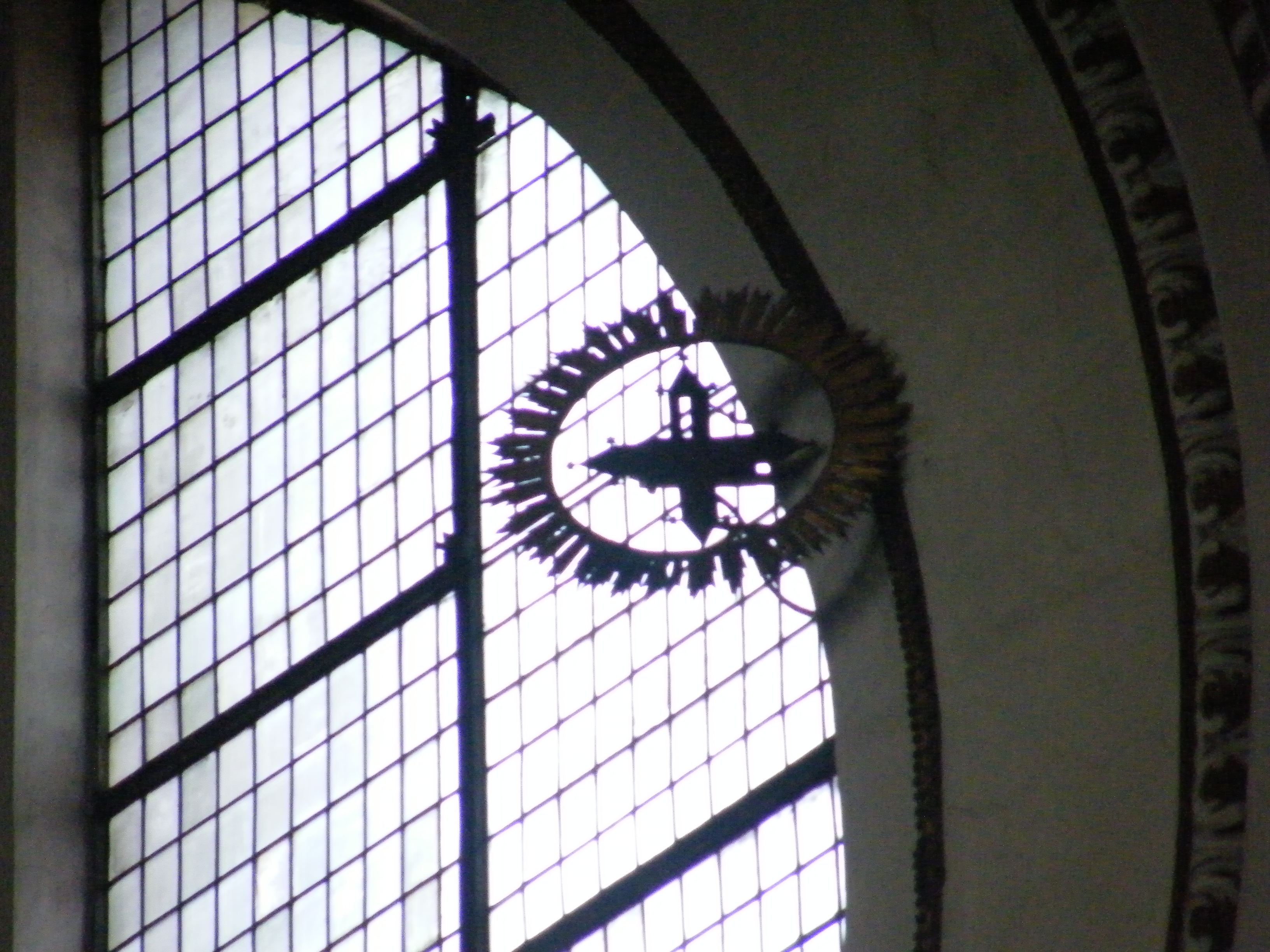
Le rayon de l'étoile polaire passe par la fente supérieure de la croix.

### Étoiles
Outre la ligne qui marque l’avance du soleil, Bianchini ajouta des perforations dans le plafond pour noter le passage des étoiles. Dans l’obscurité de l'église, la méridienne reçoit donc les pâles rayons de l’étoile polaire (α Ursae Minoris), à travers une fente verticale ménagée dans une petite croix située près de la fenêtre de la voûte. Par l'œilleton sud, elle reçoit aussi ceux d'Arcturus (α Bootis) et de Sirius (α Canis Majoris). La méridienne fut restaurée en 2002 pour le tricentenaire de sa construction.

## Orgues

### Orgue de la chapelle Saint-Bruno

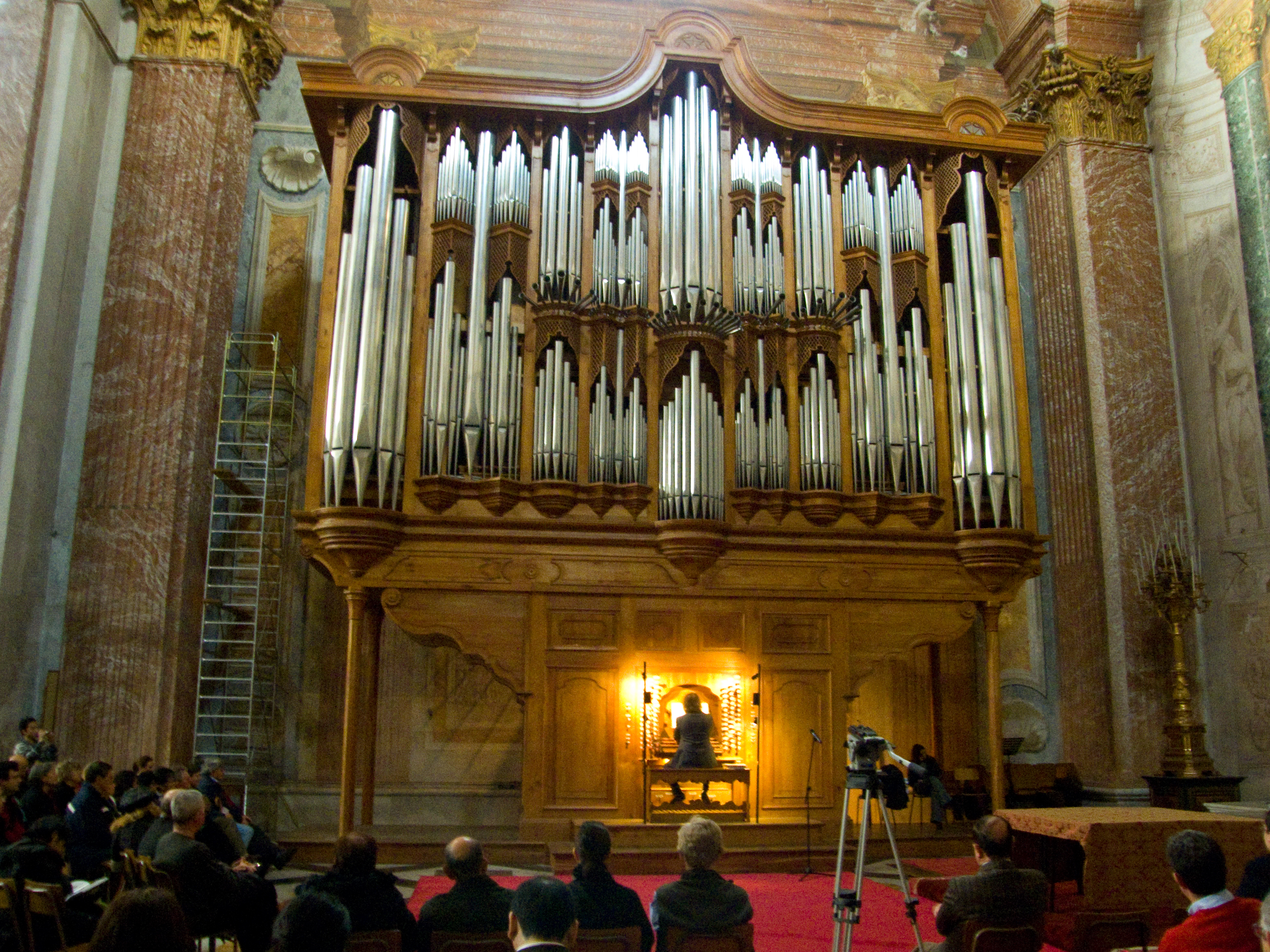
Orgue lors du concert de Noël 2009.

Le mur gauche de la chapelle Saint-Bruno abrite l'orgue construit vers 1990 par Bartolomeo Formentelli et inauguré à l'occasion du jubilé de l'an 2000. Il se compose de 77 jeux d'orgue disposés sur quatre claviers de 56 notes chacun et d'un pédalier droit de 30 ; sa transmission est entièrement mécanique. L'instrument, à l'origine destiné à la basilique Santa Maria in Aracoeli et seulement plus tard placé dans la basilique Santa Maria degli Angeli e dei Martiri, a été fabriqué en s'inspirant des préceptes de l'école d'orgue française. L'étui a été construit en bois massif de cerisier, de noyer et de châtaignier et abrite les 5 400 tuyaux en étain et en bois fabriqués à la main qui composent le corps phonique de l'instrument.

### Orgue du chœur
Au creux de l'abside, caché par le maître-autel, se trouve un orgue à tuyaux, construit en 1913 par Giovanni Tamburini. C'est un petit instrument avec un double compartiment sommier contrôlé par une console avec deux claviers de 58 notes chacun et un pédalier de 30. La transmission d'origine est pneumatique mais une entièrement électrique a été ajoutée.